# Ogólne zasady prawa międzynarodowego
Ogólne zasady prawa międzynarodowego – część prawa międzynarodowego, która obejmuje normy uznane przez wszystkie państwa i niepodlegające w zasadzie dyskusji. Normy te odnajdziemy w różnej postaci w systemach prawnych wszystkich państw. Przez niektórych uważane są za odrębne źródło prawa międzynarodowego. Część spośród ogólnych zasad prawa wywodzi się jeszcze z prawa rzymskiego i po dziś dzień wyrażana jest w języku łacińskim, np. nemo iudex in causa sua (nikt nie może być sędzią we własnej sprawie), czy audiatur et altera pars (należy wysłuchać również drugiej strony).
Zgodnie z art. 38 swojego statutu Międzynarodowy Trybunał Sprawiedliwości może na podstawie ogólnych zasad prawa międzynarodowego rozstrzygać przedstawione mu spory międzynarodowe, w praktyce jednak rzadko wprost się na nie powołuje.